# میلبرو سنت اندرو
میلبرو سنت اندرو (به انگلیسی: Milborne St Andrew) یک روستا و محله مدنی در بریتانیا است که در North Dorset واقع شده‌است. میلبرو سنت اندرو ۱٬۰۶۲ نفر جمعیت دارد.